# Stirling
Stirling (scots nyelven: Stirlin, skót gael nyelven: Sruighlea) Skócia egyik legnagyobb városa. Glasgow és a főváros, Edinburgh között helyezkedik el. Belvárosa máig középkori hangulatot nyújt, nem beszélve a város fő nevezetességéről, a Wallace-emlékműről.

## Történelem

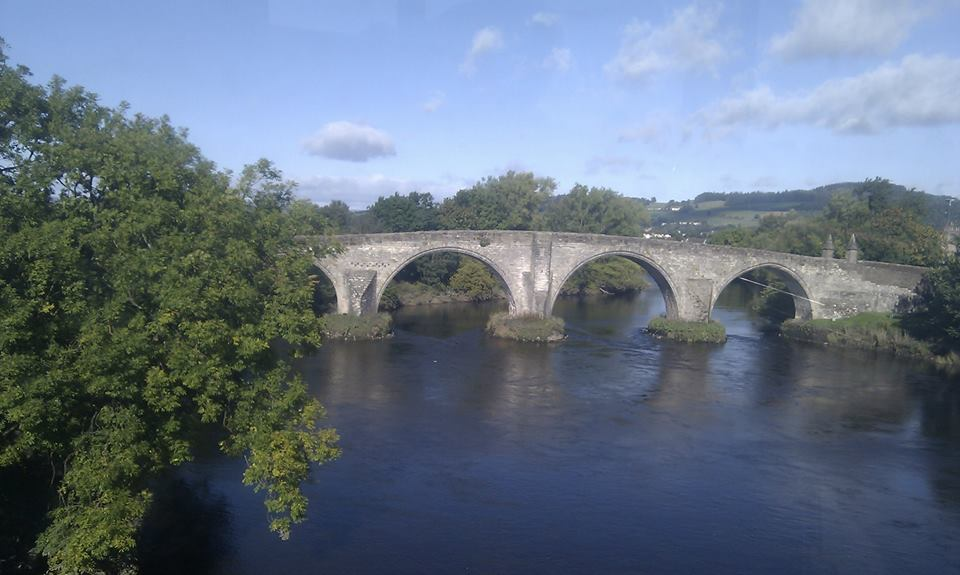
Old Stirling Bridge

A város területén már a kőkorszakban is éltek emberek, erre utalnak azok a leletek, melyeket Stirling déli részén találtak. Később jelentősége megnőtt, amikor a római uralom alatt erődöt építettek ott. A terület jól védhető köszönhetően a közeli hegyeknek, erdőknek és a Forth-folyónak, mely jelenleg is átszeli a várost.
Majd a 7. században a közelben élő klánok kezdték kiépíteni, illetve ők emeltek először hidat a területen. A 12. században I. Dávid skót király emelte városi rangra ekkori nevén, Strivelyn-ként.
A királyi-ház kihalása után kezdődött meg a skót függetlenségi háború, William Wallace és I. Róbert skót király vezetésével. A környéken 1297-től 1304-ig voltak harcok, leghíresebb a stirlingi hídért vívott csata, melyet a Wallace vezette skót hadsereg nyert meg az angolokkal szemben. Ennek a győzelemnek állít emléket a hatalmas, gótikus emlékmű a város szélén. 1405-ben a várat hatalmas tűz pusztította, de szinte azonnal neki is álltak újjáépíteni azt. Az angol polgárháború alatt Oliver Cromwell többször is lövette a várost, 1648. szeptember 12-én pedig csata is zajlott itt a trón birtoklásáért. A későbbi századokban a város főleg a kereskedelemre és a hajózásra fókuszált, az egyik legnagyobb kikötőnek számított, ahol az Indiából érkező tea partot ért.

## A név eredete
A Stirling név a skót és a skót gael nyelvből eredeztethető, jelentése "A csata helye" vagy "Küzdelem".

## Demográfia
| 2016 | 37 610 |

A város teljes népessége 37 610 fő. Stirling a harmadik leggyorsabban fejlődő város Skóciában népesség terén. Egy régebbi felmérés szerint a népesség mindössze 18,6%-a skót.

## A Wallace-emlékmű

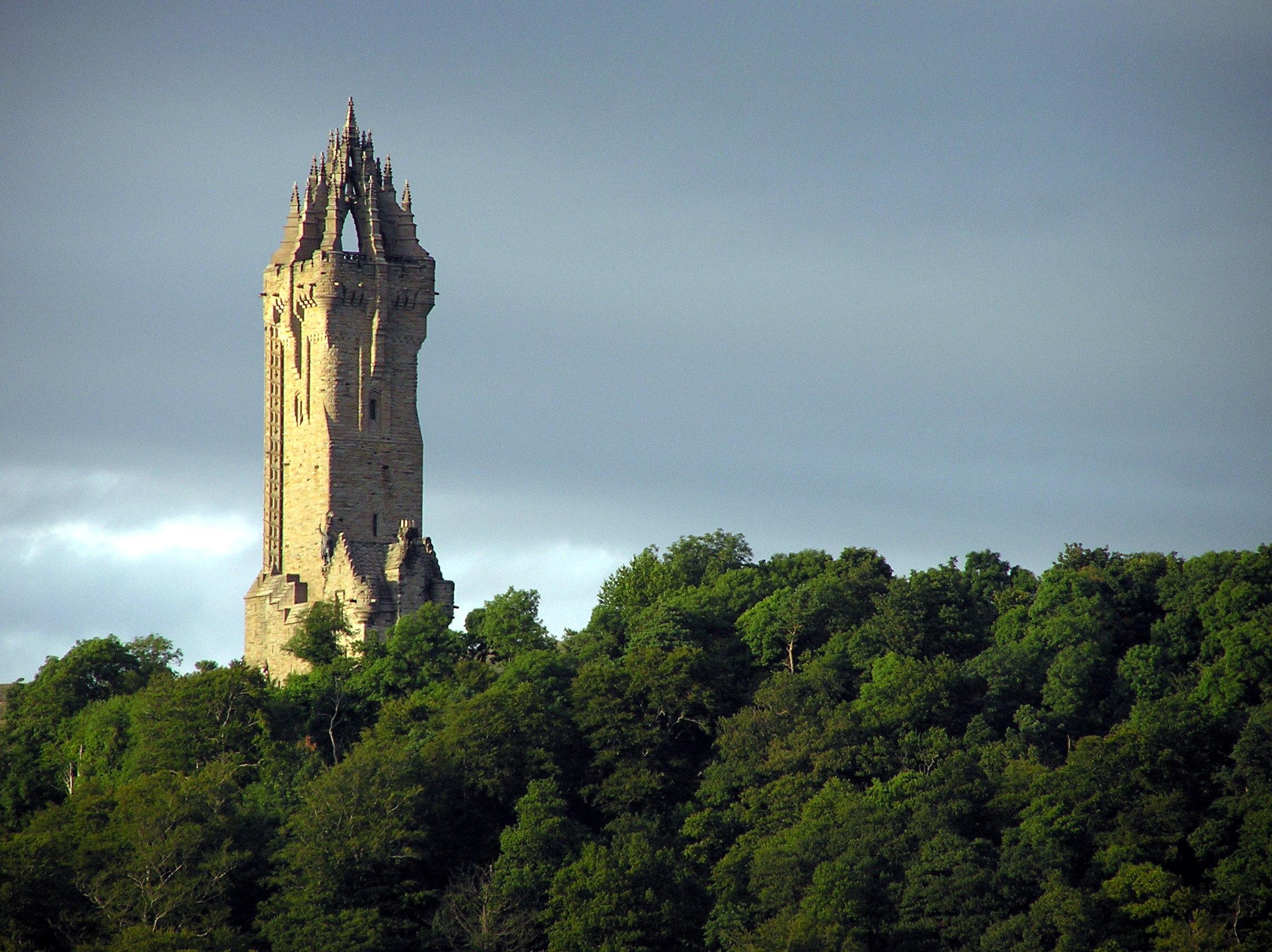
Wallace-emlékmű

A Wallace-emlékmű (teljes nevén: Nemzeti Wallace-emlékmű) egy 19. században épített torony, ami Sir William Wallace-nak állít emléket. A viktoriánus stílusban emelt épület 1869-ben lett kész és akkor 18 000 fontba került. Az emlékmű nem csak a skót szabadságtudatot és a skót örökséget hivatott szimbolizálni, de azt az alapvető jogot is, hogy minden nemzetet megillet a függetlenség joga a világon. Így a Wallace-emlékmű az olasz Giuseppe Garibaldinak és a magyar Kossuth Lajosnak is emléket állít.
A torony 67 méter magas és 246 lépcsőfok vezet fel a tetejére.

## Elhelyezkedése

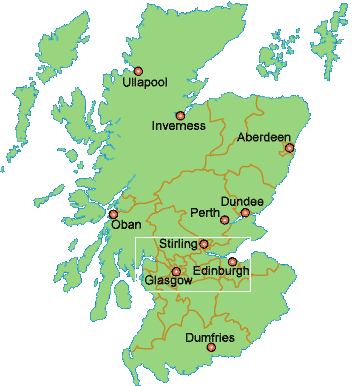
Stirling elhelyezkedése

Stirling Közép-Skóciában (Central-Scotland) helyezkedik el. Közel 70 kilométerre Edinburgh-tól és 42 km-re Glasgow-tól. Közeli városok még: Falkirk, Alloa, Perth és Dunfermline.

## Testvérvárosok
- Villeneuve-d’Ascq,  Franciaország
- Dunedin, Florida,  Egyesült Államok
- Óbuda,  Magyarország
- Summerside, Prince Edward Island,  Kanada
- Keçiören,  Törökország

## Híres személyek
- Billy Bremner, labdarúgó
- Fiona Brown, labdarúgó
- Gary Caldwell, labdarúgó
- Steven Caldwell, labdarúgó
- Stephen Kingsley, labdarúgó